# حب ذات
حب ذات یا آمور پراپر (فرانسوی: amour-propre)، واژه‌ای است که ژان-ژاک روسو در نظریات خود استفاده کرده. معنای این واژه «عشق به خود» است، اما روسو آن را در معنایی خاص به کار برده. در نظریه روسو، حب ذات یا آمور پراپر، نوعی عشق به خود است که انسان می‌خواهد در چشم دیگران، به رسمیت شناخته شود. به بیانی دیگر، آمور پراپر انگیزه‌ای است که افراد را مجاب به کسب تأیید، تحسین یا عشق در نگاه دیگران، می‌کند.
اولین بار روسو در گفتار دوم، از آمور پراپر سخن به میان می‌آورد و عامل بدبختی و به‌طور کلی‌تر، شر در جامعه را در همین انگیزه می‌داند.
باید میان آمور پراپر و آمور دو سوآ (amour de soi) در فلسفه روسو تمایز قائل شد. هر دو در معنای لغوی معادل «عشق به خود» هستند. اما غایت آمور دو سوآ (یا صیانت از نفس) حفظ بقا و تندرستی است، در حالی که غایت آمور پراپر به رسمیت شناخته شدن در نگاه دیگران است. از طرفی، در نظر روسو، آمور پراپر انگیزه‌ای «مصنوعی» (یعنی زاده جامعه بشری) است اما آمور دو سوآ انگیزه‌ای طبیعی است که دیگر جانداران نیز یافت می‌شود. از طرفی دیگر، آمور پراپر خصلتی «نسبی» دارد؛ یعنی همیشه در مقایسه با دیگران به وجود می‌آید. این در حالی است که آمور دو سوآ خصلت مطلقیت دارد. حفظ تندرستی فرد مستقل از این است که دیگران در چه وضعیتی قرار دارند، اما تمایل به زیبایی، وابسته است بر نظر دیگران و ویژگی‌های زیبایی‌شناختی آن‌ها.
گرچه روسو در گفتار دوم، عامل نابرابری در جامعه بشری را در آمور پراپر می‌بیند، اما در برخی تفسیرها (مانند نویهاوزر) این آمور پراپر متورم یا فاسد شده (corrupted amour-propre) است که عامل وجود نابرابری، انقیاد، فساد و شر در جامعه است.